# Guildford Castle (Schiff)
Die Guildford Castle war ein 1911 in Dienst gestellter Passagierdampfer, der von der britischen Reederei Union-Castle Line im Passagier- und Postverkehr zwischen Großbritannien und Südafrika eingesetzt wurde. Nach der Kollision mit einem anderen Schiff auf der Elbe bei Cuxhaven am 31. Mai 1933 strandete die Guildford Castle und wurde zum Totalverlust erklärt.

## Geschichte
Das 8.036 BRT große Dampfschiff Guildford Castle wurde auf der Werft Barclay, Curle and Company in Glasgow (Schottland) gebaut. Das 137,8 Meter lange und 17,09 Meter breite Schiff lief am 11. August 1911 vom Stapel. Die Guildford Castle war eines der letzten an die Union-Castle Line gelieferten Schiffe, bevor die Reederei 1912 in das Imperium der Royal Mail Line eingegliedert wurde. Der Doppelschraubendampfer hatte einen Schornstein, zwei Masten und war mit Vierfachexpansions-Dampfmaschinen ausgestattet, die eine Höchstgeschwindigkeit von 13 Knoten ermöglichten. Es konnten insgesamt 87 Passagiere der Ersten, 130 der Zweiten und 195 der Dritten Klasse untergebracht werden.
Die Guildford Castle hatte zwei Schwesterschiffe, die ebenfalls 1911 in Dienst gestellt und für den Expressdienst im Passagier- und Postverkehr nach Südafrika (London-South and East Africa Intermediate Service) gebaut wurden. Dies waren die bei Fairfield Shipbuilders gebaute Gloucester Castle (7.999 BRT), die 1942 im südlichen Atlantik von einem deutschen Hilfskreuzer versenkt wurde und die bei Harland & Wolff gebaute Galway Castle (7.988 BRT), die 1918 im Ärmelkanal von einem deutschen U-Boot versenkt wurde.
Im Oktober 1911 wurde die Guildford Castle fertiggestellt und ihren Eignern übergeben. In den folgenden drei Jahren diente sie im regulären Passagier- und Postverkehr von England in die Tafelbucht. Nach Kriegsausbruch 1914 diente zu zunächst als Truppentransporter, wurde aber später als Hospitalschiff mit 427 Betten verwendet. Am 10. März 1918 wurde das Schiff beim Einlaufen in Avonmouth von einem Torpedo getroffen, der aber nicht explodierte. Im November 1918 wurde die Guildford Castle aus dem Kriegsdienst entlassen und wieder der Union-Castle Line überstellt.
Nach dem Krieg wurde die Guildford Castle zunächst wieder im Expressdienst nach Südafrika eingesetzt, später aber unter anderem zusammen mit der Gloucester Castle für den Round Africa-Service verwendet, wobei zwei Schiffe der Union-Castle Line von London aus durch den Sueskanal und über das Kap der Guten Hoffnung und zwei andere Schiffe in entgegengesetzter Richtung fuhren. Am 30. Mai 1933 stieß die Guildford Castle auf der Elbe bei der Untiefe Osteriff, an der die Oste in die Elbe mündet, mit dem Dampfer Stentor der Blue Funnel Line zusammen. Zwei Menschen kamen ums Leben. Die Guildford Castle wurde am folgenden Tag auf Grund gesetzt und von der Reederei zum Totalverlust erklärt. Als Unglücksursache wurde ein Fehler des Lotsen festgestellt.